# QS World University Rankings
QS World University Rankings (с англ. — «Мировой рейтинг университетов QS») — ежегодно публикуемый рейтинг университетов, составленный Quacquarelli Symonds (QS). Ранее рейтинг был известен как Times Higher Education – QS World University Rankings, так как с 2004 по 2009 годы издатель сотрудничал с журналом Times Higher Education (THE) для публикации своих международных рейтинговых таблиц, прежде чем оба объявили о создании своих собственных версий. QS решила продолжить использовать ранее существовавшую методологию, в то время как THE приняли новую методологию для создания своих рейтингов.
Система QS включает общие и предметные рейтинги, оценивающие университеты мира по 51 различному предмету и пяти предметным областям.
Рейтинг QS рассматривается как один из трех самых авторитетных рейтингов университетов в мире, наряду с «Академическим рейтингом университетов мира» и Times Higher Education World University Rankings. Однако его критикуют за чрезмерную зависимость от субъективных показателей и репутационных опросов, которые имеют тенденцию колебаться с годами. Также существует озабоченность относительно глобальной согласованности и целостности данных, используемых для генерации результатов ранжирования QS.

## Международный рейтинг
Рейтинг 2021 QS World University Rankings, опубликованный 9 июня 2020 года, стал восемнадцатым изданием общего рейтинга.
| Институт                                    | 2013 | 2014 | 2015 | 2016 | 2017 | 2018 | 2019 | 2020 | 2021 |
| ------------------------------------------- | ---- | ---- | ---- | ---- | ---- | ---- | ---- | ---- | ---- |
| Массачусетский технологический институт     | 1    | 1    | 1    | 1    | 1    | 1    | 1    | 1    | 1    |
| Стэнфордский университет                    | 15   | 7    | 7    | 3    | 2    | 2    | 2    | 2    | 2    |
| Гарвардский университет                     | 3    | 2    | 4    | 2    | 3    | 3    | 3    | 3    | 3    |
| Калифорнийский технологический институт     | 10   | 10   | 8    | 5    | 5    | 4    | 4    | 5    | 4    |
| Оксфордский университет                     | 5    | 6    | 5    | 6    | 6    | 6    | 5    | 4    | 5    |
| Швейцарская высшая техническая школа Цюриха | 13   | 12   | 12   | 9    | 8    | 10   | 7    | 6    | 6    |
| Кембриджский университет                    | 2    | 3    | 2    | 3    | 4    | 5    | 6    | 7    | 7    |
| Имперский колледж Лондона                   | 6    | 5    | 2    | 8    | 9    | 8    | 8    | 9    | 8    |
| Чикагский университет                       | 8    | 9    | 11   | 10   | 10   | 9    | 9    | 10   | 9    |
| Университетский колледж Лондона             | 4    | 4    | 5    | 7    | 7    | 7    | 10   | 8    | 10   |

## Критика
Опросы репутации подверглись резкой критике. QS не раскрывает процент ответивших на опрос, но заявления QS указывают, что он очень низок (2–8 %),  что делает результаты крайне ненадежными. Другие комментаторы указали на низкую достоверность опроса, поскольку мало кто знает много о качестве преподавания и исследований в других учреждениях, кроме своего собственного.

Однако проблемы выходят за рамки методологии опроса. Многие критиковали рейтинг университетов мира QS за то, что он уделяет слишком много внимания репутации, которая получает 50% от общей оценки. Некоторые люди выразили обеспокоенность по поводу того, как проводился опрос академической репутации.  В своем отчете  Питер Уиллс из Оклендского университета написал о рейтинге университетов мира QS :
Но мы также отмечаем, что этот опрос устанавливает свои рейтинги, обращаясь к сотрудникам университета, даже предлагая финансовые соблазны для участия (см. Приложение II). Сотрудники, вероятно, считают, что в их наибольшем интересе поставить свой собственный институт выше, чем другие. Это означает, что результаты опроса и любые видимые изменения в рейтинге весьма сомнительны, и что высокий рейтинг в любом случае не имеет реальной внутренней ценности. Мы категорически против оценки университета по результатам таких PR-конкурсов.
Как и многие другие международные рейтинги университетов, QS использует базу данных цитирования для расчета некоторых своих показателей. Использование этих баз данных цитирования подвергалось критике, поскольку они не включают результаты исследований в области гуманитарных и социальных наук в той же степени, что и в области естественных наук, инженерии и медицины.
Также было отмечено, что показатель «соотношение преподавательского состава и студентов» измеряет не приверженность преподаванию, а скорее интенсивность научных исследований, поскольку значительная часть преподавательского состава обычно тратит большую часть или все свое время на научные исследования, а не на преподавание.
После отделения от Times Higher Education в 2009 году ряд экспертов высказали дополнительные опасения относительно методологии, которую QS использует для составления своих рейтингов.
В октябре 2010 года Фред Л. Букштейн, Хорст Зайдлер, Мартин Фидер и Георг Винклер в журнале Scientomentrics раскритиковали старую систему за ненадежность методов QS:
Несколько отдельных показателей из базы данных Times Higher Education Survey (THES) — общий балл, заявленное соотношение преподавательского состава и студентов и рейтинги коллег — демонстрируют неприемлемо высокие колебания из года в год. Непригодность сводных таблиц для оценки большинства «топ-200» университетов была бы очевидна уже по причине этой очевидной статистической нестабильности, независимо от других оснований для критики. В оценках изменений различных индексов слишком много аномалий, чтобы они могли быть полезны в процессе управления университетом. 
В сентябре 2011 года New Statesman назвал рейтинги «Рейтинги университетов мира QS — это куча старой чепухи» в заголовке статьи Дэвида Бланчфлауэра, специалиста по экономике труда, который написал, что «Этот рейтинг — полная чушь, и никто не должен ему доверять. Результаты основаны на совершенно ошибочной методологии, которая недооценивает качество исследований и переоценивает ерунду... QS — это неверный индекс, и его следует игнорировать».
Брайан Лейтер назвал предметные рейтинги QS ненадежными , отметив, что программы, которые известны своим высоким качеством, занимают низкие позиции в рейтинге QS, который имеет тенденцию «переоценивать» отдельные факультеты типичных ведущих исследовательских университетов.
В статье под названием «Глобализация рейтингов колледжей и университетов », опубликованной в выпуске Change за январь/февраль 2012 года , Филипп Альтбах, профессор высшего образования в Бостонском колледже и также член редакционной коллегии THE , сказал: «Рейтинги университетов мира QS являются наиболее проблематичными. С самого начала QS полагался на репутационные показатели в половине своего анализа… это, вероятно, объясняет значительную изменчивость рейтингов QS на протяжении многих лет. Кроме того, QS опрашивает работодателей, привнося в эту ситуацию еще большую изменчивость и ненадежность. Следует ли сообществу высшего образования серьезно относиться к рейтингам QS, остается под вопросом».
В июне 2012 года Саймон Марджинсон , профессор высшего образования в Мельбурнском университете и член редакционной коллегии THE , сказал: «Я не буду обсуждать рейтинг QS, поскольку методология недостаточно надежна для предоставления данных, достоверных с точки зрения социальных наук».  На веб-сайте QS подразделение разведки QS парирует эту критику, заявляя в разделе «Статистическая достоверность», воспроизведенном здесь в полном объеме: «Более 62 000 академических респондентов внесли свой вклад в наши академические результаты 2013 года, что в четыре раза больше, чем в 2010 году. Независимые академические обзоры подтвердили, что эти результаты надежны более чем на 99%».
Более того, показатели, используемые в этих рейтингах, подверглись критике из-за отсутствия инклюзивности и учета различных институциональных контекстов. Например, несколько ученых указали на предвзятость в отношении университетов в арабском регионе в существующих рейтингах. Они выступили за разработку новых методологий, которые учитывают институциональные различия и обеспечивают справедливое представительство.
В 2021 году исследование, опубликованное Центром исследований в области высшего образования Калифорнийского университета в Беркли, выявило возможность того, что учреждения, пользующиеся услугами консалтинговой компании QS, вознаграждаются повышением рейтингов. QS отрицает такую возможность и заявляет, что у нее есть твердые политики и практики для минимизации потенциальных конфликтов интересов.
Дзулкифли Абдул Разак , бывший президент Международной ассоциации университетов , поставил под сомнение надежность и актуальность рейтинга университетов мира QS после публикации независимого отчета Международного института глобального здравоохранения при Университете ООН , в котором критиковалась его система рейтинга и содержался призыв к правительствам не использовать эти системы рейтинга при разработке политики и принятии решений.
Независимая экспертная группа (НЭГ), созванная UNU-IIGH в ноябре 2023 года, доказала, что университеты, покупающие продукты и услуги у QS, имеют больше шансов подняться в этих рейтингах.  Заявление Дзулкифли вызвало много дискуссий в академическом секторе Малайзии , некоторые поддержали его идею, а другие раскритиковали ее как неактуальную.